# Королин
Коро́лин — село в Україні, у Яворівському районі Львівської області. Населення становить 153 особи. Орган місцевого самоврядування — Мостиська міська рада.

## Населення

### Мова
Розподіл населення за рідною мовою за даними перепису 2001 року:
| Мова       | Кількість | Відсоток |
| ---------- | --------- | -------- |
| українська | 153       | 100%     |